# Sara Rosina Gramática
Sara Rosina Gramática (Villa Dolores, 1942) és una arquitecta argentina contemporània. Com a sòcia fundadora de les empreses COPSA, GGMPU i MGM Associats, va projectar i va construir alguns dels edificis més emblemàtics de la ciutat de Còrdova. Va rebre el Premi Konex en 1992.

## Biografia
Sara Gramática va néixer el 26 de maig de 1942 a la ciutat de Villa Dolores, Còrdova, Argentina. El 1965 es va graduar com a arquitecta a la Facultat d'Arquitectura i Urbanisme de la Universitat Nacional de Còrdova.
Aquell mateix any es va iniciar en l'exercici de la professió i dos anys més tard es va associar amb els arquitectes Juan Carlos Guerrero, Jorge Morini, José Pisani i Eduardo Urtubey. Paral·lelament a l'activitat professional, va fundar amb els mateixos socis l'empresa COPSA el 1971, dedicada a la construcció d'obres privades i públiques. La mateixa va funcionar fins al 1995. Aquell mateix any, totes les activitats del grup es van concentrar en l'oficina de disseny constituint GGMPU Arquitectos (Gramática, Guerrero, Morini, Pisani, Urtubey). Aquells foren els seus companys durant més de 40 anys. Es va casar amb un d'ells, Jorge Morini, amb el que tingué els seus fills. Esquivant la crisi financera que va afectar Argentina, el 2002, Gramática va constituir juntament amb Morini, Pisani i Urtubey l'empresa GMPU S.L. amb seu a la ciutat de Màlaga (Espanya). Des d'aquesta societat, que va operar fins a l'any 2011, van projectar alguns conjunts d'habitatges i edificis residencials a la costa sud d'Espanya. A partir de l'any 2006, es va associar en diversos projectes amb l'oficina del seu fill, Lucio Morini. Després del cessament de funcions de GGMPU i GMPU SL, el 2013, va fundar amb el seu espòs i el seu fill MGM y Associados (Morini, Gramática i Morini), des d'on desenvolupa des de llavors la seva activitat professional.

## Trajectòria
Com a integrant de l'Estudi GGMPU, comparteix l'autoria de totes les obres que han realitzat durant més de 46 anys de trajectòria ininterrompuda, en la qual s'han construït efectivament més d'1.500.000 de m², cobrint pràcticament totes les escales tant en grandària i complexitat com en diversitat tipològica i programàtica: edificis institucionals, edificis culturals, edificis comercials, centres comercials, edificis educacionals, arquitectura hospitalària, hotels, complexos carceraris, centres d'esplai i joc, conjunts d'habitatges socials, edificis residencials, habitatges unimfamiliars, edificis esportius, centres de distribució i logística, plantes industrials, etc., per a clients argentins i estrangers.
Ha obtingut nombroses distincions en Concursos d'avantprojectes dels quals 14 són primers premis. El seu treball ha estat publicat en llibres i revistes tant nacionals com estrangers i ha estat exposat en mostres locals i de l'exterior. Clarín Arquitectura, ha inclòs al seu estudi dins de la llista dels 10 més importants de l'Argentina. Ha estat guardonada amb les principals distincions nacionals i internacionals, en les quals destaca el Premi Cyanamid a les 10 millors obres de la dècada (1973), el Premi Biennal Buenos Aires a la millor arquitecta d'Interès Social (1985), el Premi Konex a les Arts Visuals (1992), el Premi Biennal internacional d'Arquitectura pel Palau de Justícia de Còrdova (1998), el premi Vitruvi a la Trajectòria (2000), dues dels tres Premis de la Societat Central d'Arquitectes/CPAU a la Biennal d'Arquitectura (1994), entre d'altres.
Ha exercit com a vicepresidenta de la Societat d'Arquitectes de Còrdova (1992) i com a integrant de la Comissió Directiva del Col·legi d'Arquitectes de la província de Còrdova, entre altres càrrecs institucionals.

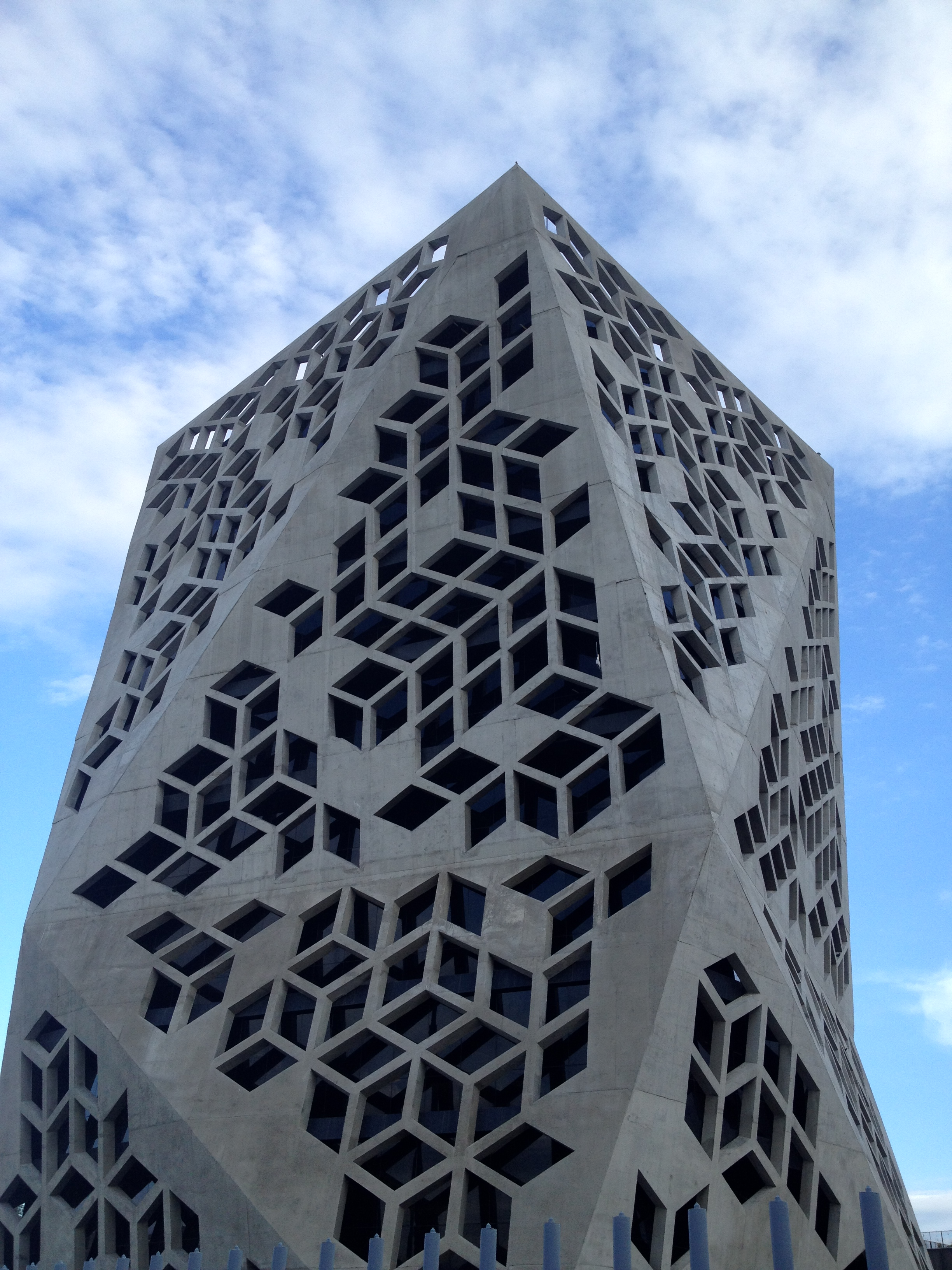

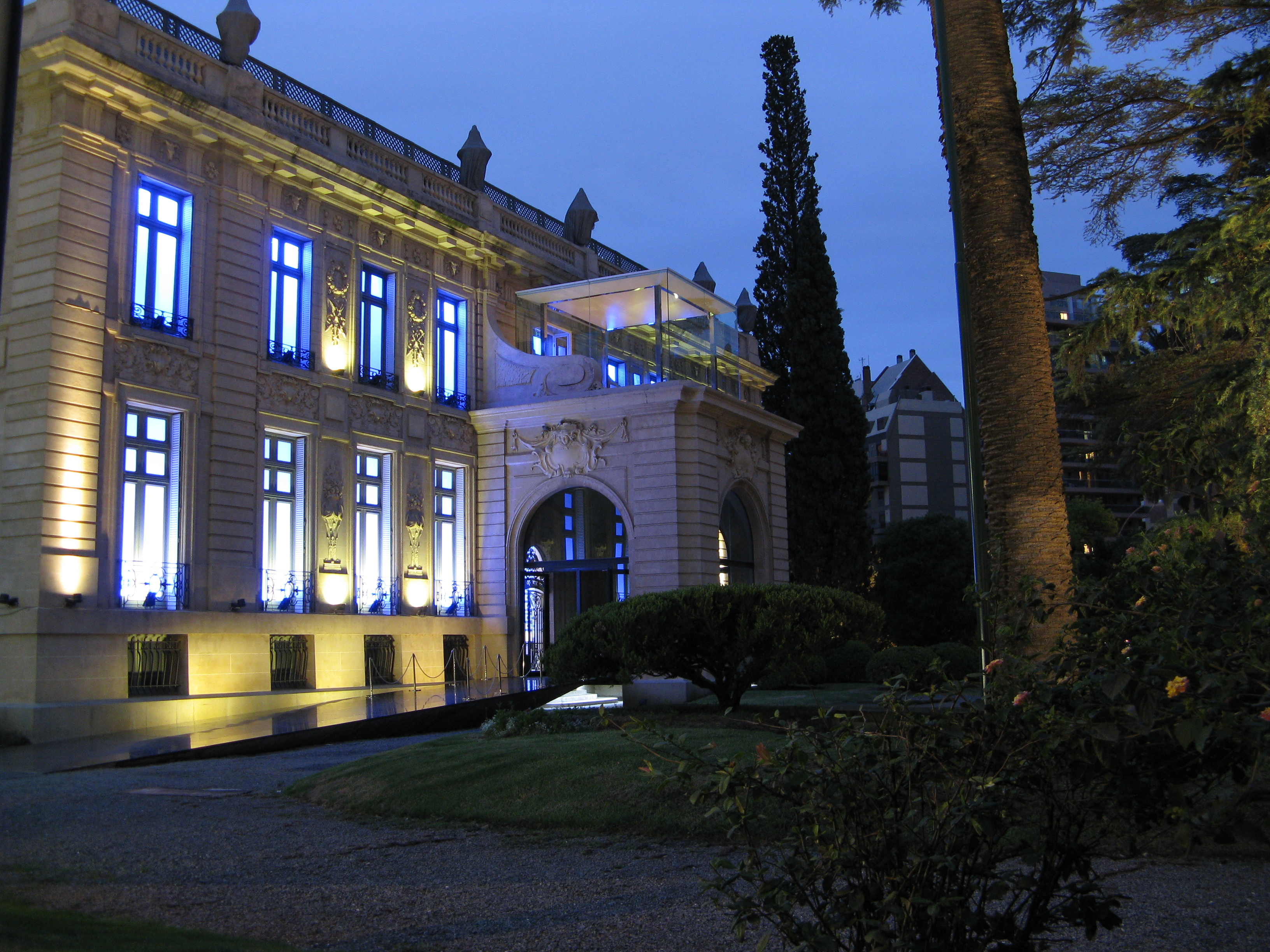

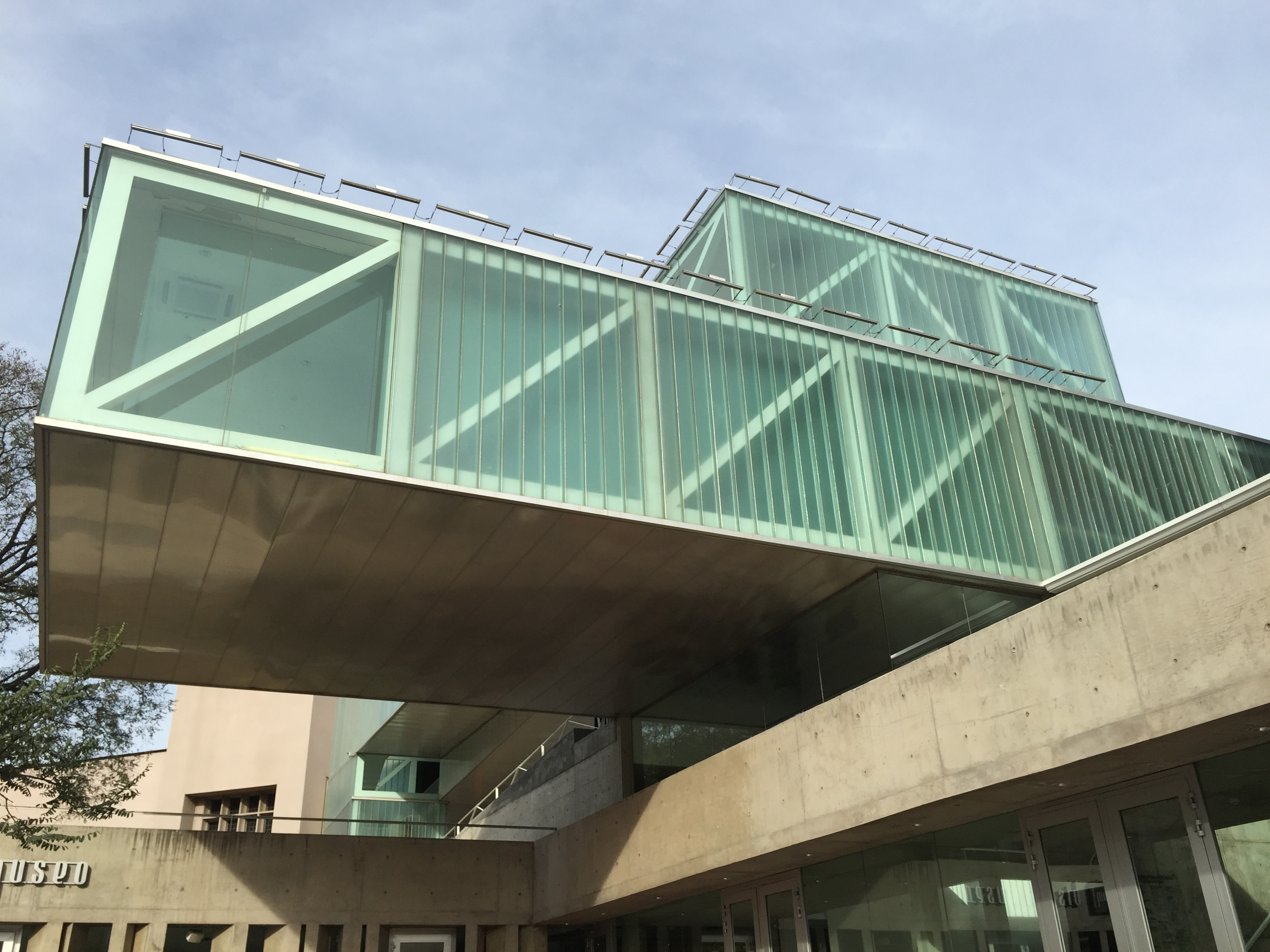

## Obres destacades
- 1985: Conjunt Habitacional de 198 habitatges, a Arroyito
- 1990: Nuevocentro Shopping, a Còrdova[6]
- 1992: Palau de Justicia II, a Còrdova[7]
- 1993: Edifici Nazaret III, a Còrdova[8]
- 1994: Casa en el Lago, a Port Diego (Villa Carlos Paz, Còrdova)[9]
- 1994: Hotel Sheraton Còrdova
- 1996: Club House del Jockey Country Club, a Còrdova[10]
- 1996: Presó penitenciària per a homes a Còrdova[11]
- 2004: Hotel Sheraton Salta (assoc. Baudizzone-Lestard)[12]
- 2006: Ateliers de la Ciutat de les Arts, a Còrdova[13]
- 2006: Estadi Parc Roca, a Buenos Aires
- 2007: Ampliació del Museu Provincial de Belles Arts Emilio Caraffa, a Còrdova
- 2007: Museu Superior de Belles Arts Evita (Expalau Ferreyra), a Còrdova
- 2010: Centre Cívic de Còrdova
- 2011: Ampliació de la Terminal de Ómnibus de Còrdova